# Schwebefähre Runcorn
Die Schwebefähre Runcorn (englisch: Widnes–Runcorn Transporter Bridge oder Runcorn–Widnes Transporter Bridge) überquerte den Mersey und den Manchester Ship Canal und verband die Städte Runcorn und Widnes. Sie wurde 1905 fertiggestellt und war die erste Schwebefähre in Großbritannien sowie die größte jemals gebaute ihrer Art in der Welt. Sie blieb bis 1961 in Betrieb und wurde dann durch eine Bogenbrücke ersetzt, die heute als Silver Jubilee Bridge bezeichnet wird. Danach wurde die Schwebefähre abgerissen.

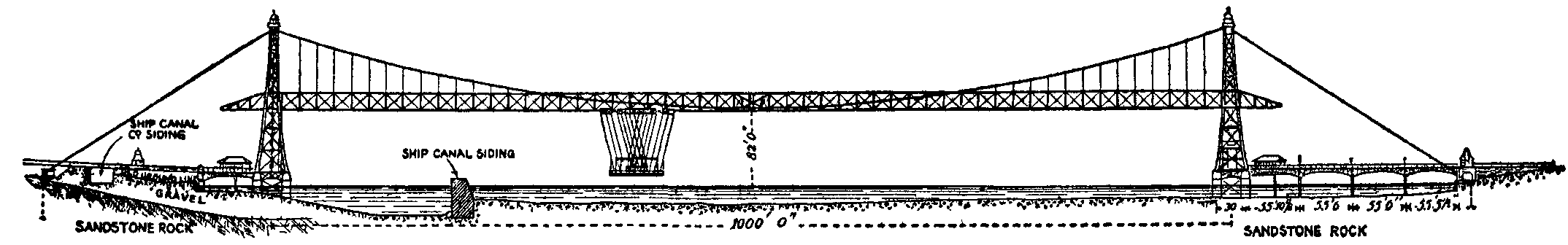
Eine Zeichnung der Brücke, die das Tragwerk und die Gondel zeigt

## Geschichte
Zu Beginn des 20. Jahrhunderts waren die einzigen Möglichkeiten zu Überquerung des Mersey am Runcorn Gap eine Eisenbahnbrücke (die auch einen Fußweg hatte) und die altertümliche Fähre (die ein Ruderboot war). In den 1890er Jahren war der Manchester Ship Canal gebaut worden. Dies führte dazu, dass die Überfahrt mit der Fähre in zwei Etappen zurückzulegen war, unterbrochen durch eine Kletterpartie über die Wand zwischen Kanal und Fluss. Offensichtlich wurde eine Straßenbrücke benötigt, doch diese hätte den Kanal hoch genug für die Durchfahrt seegehender Schiffe überqueren müssen. Die Kosten dafür schienen unerschwinglich zu sein.
Im Jahre 1899 wurde die Widnes & Runcorn Bridge Company gegründet, um die verschiedenen Möglichkeiten zu untersuchen. Man entschied sich für eine Schwebefähre. Diese würde billiger sein als eine gewöhnliche Brücke, und die Überfahrt der Gondel konnte zeitlich so geregelt werden, dass die Schiffe nicht behindert wurden. Die erste Schwebefähre der Welt war 1893 in Bilbao (Spanien) eröffnet worden. Auf diese folgten die Schwebefähren in Rouen (Frankreich) und in Bizerta (Tunesien). Außerdem gab es bereits einen Parlamentsbeschluss zum Bau der Schwebefähre in Newport über den River Usk, die jedoch erst 1906 fertiggestellt wurde.
Die Schwebefähre Runcorn wurde 1900 vom Parlament genehmigt; der gleiche Beschluss erlaubte die Einstellung der Fähre. Der Bau begann im Dezember 1901 und war 1905 beendet. Die Kosten betrugen 130.000 £ (etwa 10 Millionen £ nach Preisen von 2010). Die Schwebefähre wurde in Abwesenheit von Eduard VII., der unpässlich war, von Sir John Brunner am 29. Mai 1905 eröffnet.
Während der folgenden Jahre gab es Probleme sowohl beim Betrieb der Schwebefähre als auch bei ihrer Finanzierung. Die Gesellschaft erreichte nie einen Gewinn und verkaufte die Schwebefähre 1911 an die Widnes Corporation. Im Lauf der Zeit nahm man einige Verbesserungen vor. Während der letzten Jahre wurden 49.000 Überfahrten pro Jahr durchgeführt und 280.000 PKW, 145.000 Lieferwagen und über 2 Millionen Passagiere befördert. Dennoch erwies sich die Schwebefähre immer mehr als unzureichend für die wachsenden Verkehrsbedürfnisse der Region, und ihr technischer Zustand verschlechterte sich. Offensichtlich bestand Bedarf für eine feste Brücke, die schließlich auch gebaut und 1961 eröffnet wurde. Danach wurde die Schwebefähre abgerissen.

## Beschreibung
Die beiden Pylone waren 55 m hoch und die von dem Brückenträger überspannte Distanz zwischen ihnen betrug 305 m. Das Gewicht der Kabel, an denen der Brückenträger aufgehängt war, betrug 250 t. Die Unterseite des Brückenträgers befand sich 25 m über dem höchsten Wasserstand. Die Gondel war 16,7 m lang und 7,5 m breit. Sie konnte vier zweispännige Fuhrwerke oder 300 Personen befördern. Es gab ein Schutzdach für die Passagiere. Die Unterkante der Gondel befand sich 3,7 m über dem höchsten Wasserstand und 1,4 m über der Wand des Kanals. Sie hing unter einem beweglichen Wagen, der von Elektromotoren angetrieben wurde und 23,5 m lang war. Unter gewöhnlichen Umständen, was Wetter und Beladung betraf, dauerte die Überfahrt 2,5 Minuten. Der Fahrer saß in einer Kabine über der Gondel, von wo aus er einen guten Blick nach allen Seiten hatte. Die Energie für die Fahrmotoren wurde von einem Maschinenhaus auf der Seite von Widnes geliefert.

## Heute

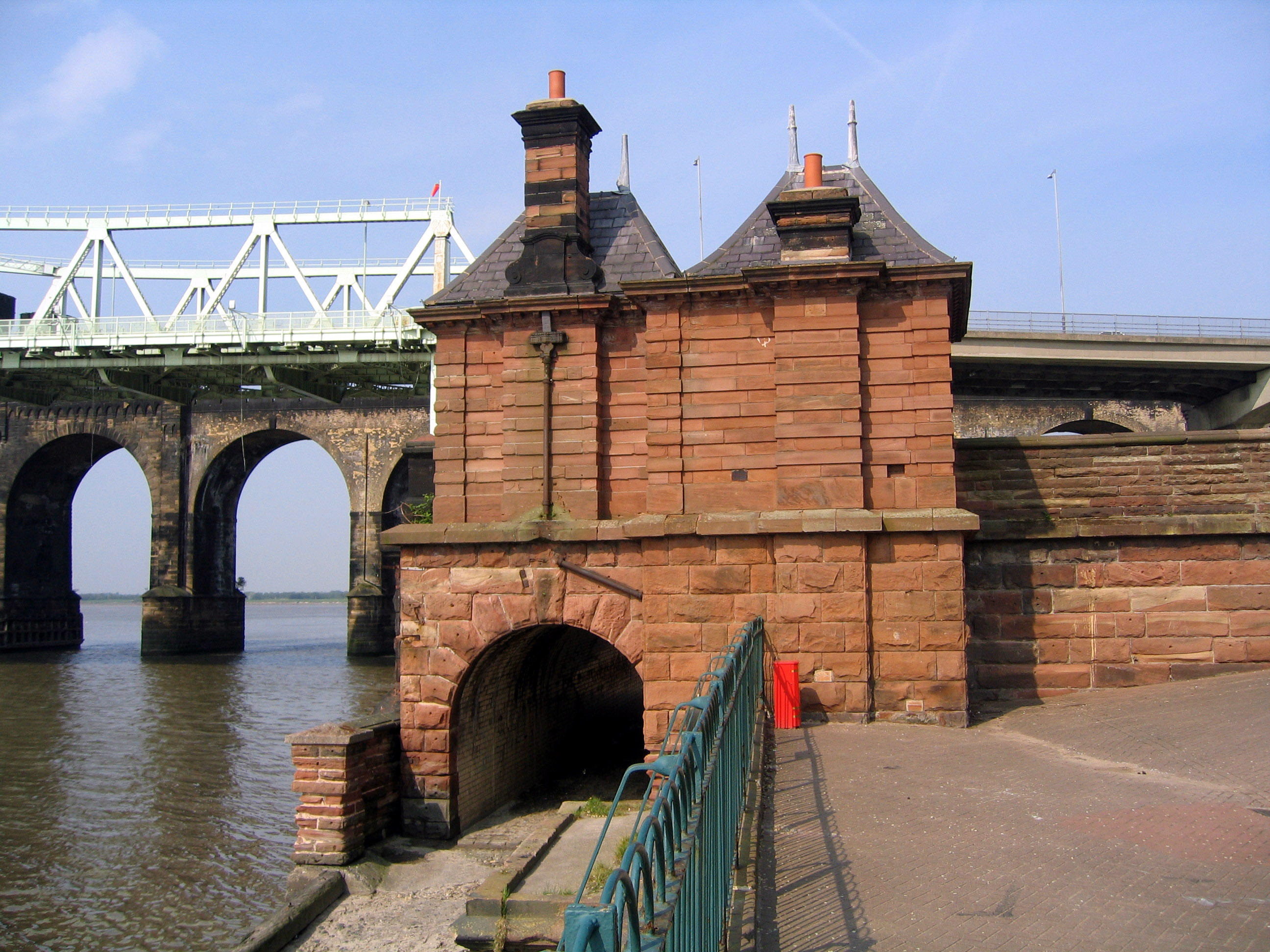
Das ehemalige Maschinenhaus mit den Brücken für Straße und Eisenbahn im Hintergrund

Die ehemaligen Zufahrtsrampen zur Schwebefähre am Ende der Waterloo Road in Runcorn (143 m lang) und der Mersey Road in Widnes (97 m lang) sind heute noch zu sehen. Das Maschinenhaus ist erhalten geblieben und steht als Grade-II*-Bauwerk unter Denkmalschutz.